# Psorotichia
Psorotichia A. Massal. (strupinka) – rodzaj grzybów z rodziny Lichinaceae. Ze względu na współżycie z glonami zaliczany jest do grupy porostów.

## Systematyka i nazewnictwo
Pozycja w klasyfikacji według Index Fungorum: Lichinaceae, Lichinales, Incertae sedis, Lichinomycetes, Pezizomycotina, Ascomycota, Fungi.
Synonimy nazwy naukowej: Collemopsis Nyl. ex Cromb., Collemopsis Trevis., Gonohymeniomyces Cif. & Tomas., Psorotichiomyces Cif. & Tomas., Tichospora A. Massal. ex Horw..
Nazwa polska według W. Fałtynowicza.

## Niektóre gatunki
- Psorotichia diffundens (Nyl.) Arnold 1869
- Psorotichia murorum A. Massal. 1855
- Psorotichia pyrenopsoides (Nyl.) Forssell 1885
- Psorotichia schaereri (A. Massal.) Arnold 1869 – strupinka Schaerera

Nazwy naukowe na podstawie Index Fungorum. Uwzględniono tylko taksony zweryfikowane. Nazwy polskie według W. Fałtynowicza.